# El Chorro (Uruguay)
El Chorro es un balneario de Maldonado, Uruguay. Está ubicado sobre la costa del Océano Atlántico. Se accede por la Ruta 10, al este de su intersección con la ruta 104. Limita con el balneario Manantiales por el Oeste y con el Balneario Buenos Aires por el Este. Pertenece al municipio de San Carlos.

## Toponimia
El Chorro debe su nombre a la presencia de un manantial de agua dulce en el que se abastecían navegantes y antiguos pobladores.

## Población
En 2023, El Chorro tenía 1168 habitantes permanentes, lo que representa un incremento anual del 9.7% respecto a los 392 habitantes registrados en el censo de 2011.
| Gráfica de evolución demográfica de El Chorro entre 1975 y 2023 |
|                                                                 |
| Fuente: INE - Instituto Nacional de Estadística, Uruguay.       |